# Festung Peitz

Plan der Festung Peitz (um 1690)

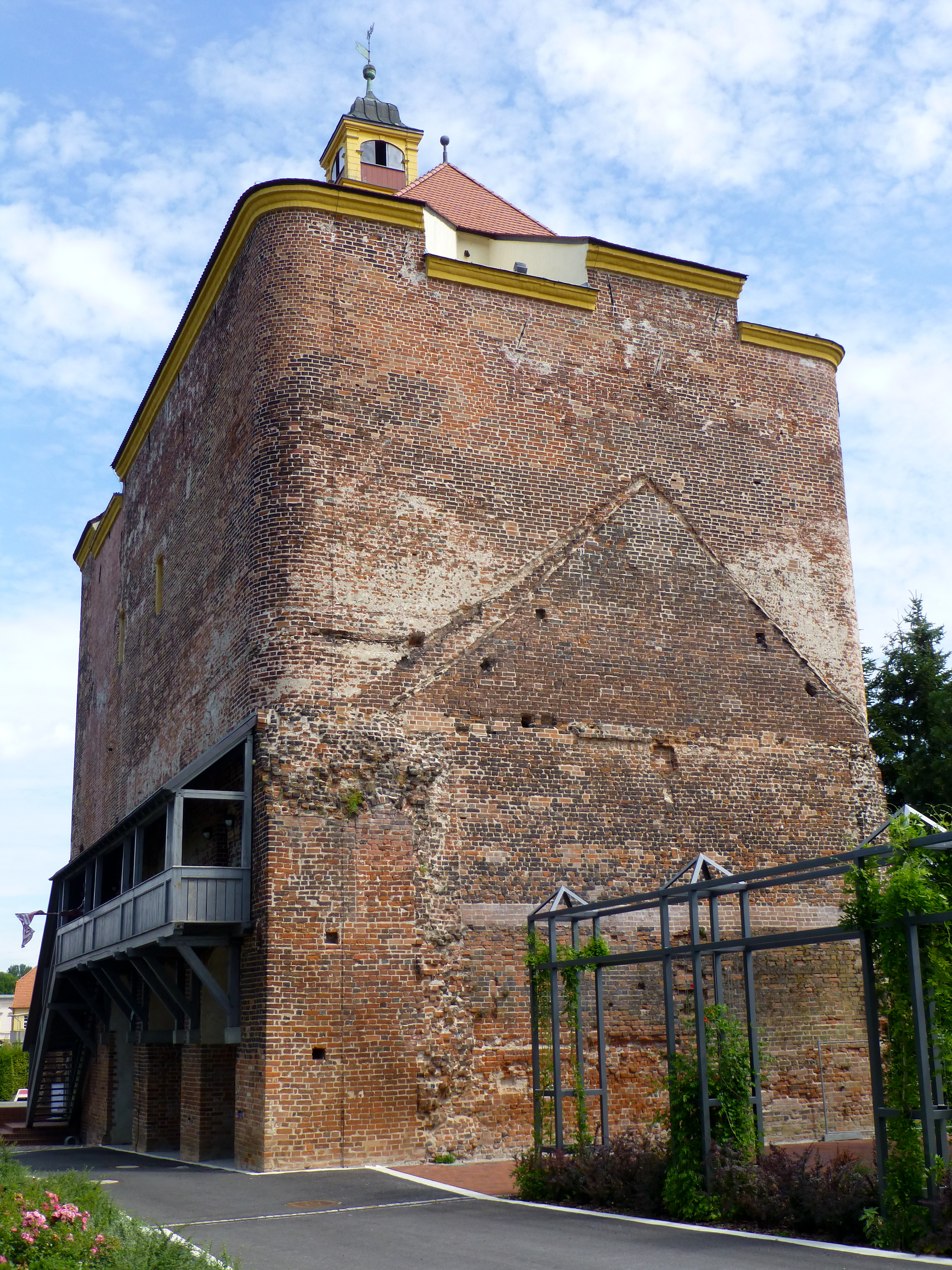
Der Festungsturm

Die Festung Peitz ist eine frühere Festungsanlage der brandenburgischen Stadt Peitz, die sich über den Bereich der heutigen Altstadt erstreckte. Der einzig erhaltene oberirdische Bau ist der mächtige, auch Dicker Turm genannte, etwa 36 Meter hohe Festungsturm, der zugleich das älteste Bauwerk der Peitzer Region ist.

## Geschichte

### 14. bis 16. Jahrhundert
Die Stadt und Burg Peitz wurde das erste Mal am 3. August 1301 in einer Verkaufsurkunde, die in Dahme ausgestellt wurde, als Pizne opidum et castrum erwähnt. Damals verkaufte Theoderich der Jüngere, Landgraf von Thüringen, Markgraf des Ostens und der Lausitz, die Grenzmark Lausitz für 6.000 Mark in Silber an den Magdeburger Erzbischof, Burchard III. Neben Peitz sind in dieser Urkunde (das Original befindet sich im Böhmischen Kronarchiv in Prag) 23 weitere Städte, Burgen und Ortschaften erwähnt. Neben dieser Verkaufsurkunde gibt es eine weitere Urkunde, die am selben Tag in Dahme ausgestellt wurde. In dieser belehnt Erzbischof Burchard von Magdeburg, Theoderich den Jüngeren mit der zuvor von ihm gekauften Grenzmark. Diese beiden Verträge wurden jedoch nie rechtswirksam, da die staatsrechtlich erforderliche Lehnsauflassung der Lausitz vor dem deutschen König infolge des Kriegszustandes zwischen dem Reich und dem Markgrafen von Thüringen nicht zustande kam.
Ab diesem Zeitpunkt hatte die Lausitz und somit auch die Stadt Peitz eine unruhige und wechselvolle Geschichte, denn über das Land regierten in den nächsten Jahrzehnten ständig wechselnde Landesherren. Von 1323 bis 1353 war Peitz und die Lausitz im bayrischen Besitz, da König Ludwig der Bayer die Lausitz erworben hatte. Peitz und die Lausitz gerieten 1353 unter sächsische Herrschaft, unter der sie 15 Jahre verblieben, um schließlich 1368 unter böhmische Herrschaft zu fallen. Am 30. April 1415 wurde der Hohenzollernfürst Friedrich VI. Burggraf zu Nürnberg, in Konstanz im Rahmen des Konstanzer Konzils durch König Sigismund mit der Mark Brandenburg belehnt und trat seine Regentschaft als Kurfürst Friedrich I. von Brandenburg an. Durch die wiederholten Hussiteneinfälle in die Lausitz, stellten sich am 28. Dezember 1431 Heinrich und Albrecht Schenken von Landsberg, die seit 1418 Pfandinhaber von Peitz waren, unter den Schutz des Kurfürsten Friedrich I.
Landvogt Johann von Polenz aus Senftenberg, der die Lausitz 1422 von König Sigismund gekauft hatte, stimmte diesem Schutzvertrag nicht zu, da er befürchtete, dass Peitz durch diesen Schutzvertrag über kurz oder lang in den Herrschaftsbereich der Brandenburger Kurfürsten gelangen würde. Da sich die Schenken von Landsberg weigerten, diesen Schutzvertrag zu beenden, schloss Polenz mit Abgesandten des Herzogs von Sachsen ein Bündnis, dessen Ziele die Rückeroberung von Peitz und die Beendigung des Schutzbündnisses waren. Am 8. August 1436 eroberte der sächsische Hauptmann Querfurt nach einer Belagerung mit ca. 160 Mann die Burg und Landvogt Johann von Polenz zog feierlich in die Stadt ein. Dann wandte sich Heinrich Schenk von Landsberg an seinen Schutzherren, den brandenburgischen Kurfürsten, und bat ihn um Hilfe. Dieser schickte den Johanniterordensmeister Hans von Waldow als Fürsprecher zum Landvogt nach Peitz. Polenz erkannte, dass er sich einen Krieg mit dem mächtigen brandenburgischen Nachbarn nicht leisten konnte und erklärte sich bereit, die Burg wieder an Heinrich Schenk von Landsberg zu übergeben, wenn dieser ihn als seinen Herrn und des Kaisers Amtmann anerkennen würde.
Durch den Tod des Königs Albrecht entbrannte im Reich ein langer Kampf um die böhmische Krone. In dieser Zeit versuchten sowohl die Sachsen als auch die Brandenburger, ihre Macht- und Einflusssphäre zu vergrößern und zu festigen. Dem brandenburgischen Kurfürsten Friedrich II. gelang es durch geschickte Finanzdiplomatie, am 11. August 1442 den Pfandbrief von Heinrich Schenk von Landsberg zu erwerben. Kurz darauf erschienen brandenburgische Reiter vor den Stadttoren von Peitz und nahmen Burg und Stadt für den Kurfürsten in Besitz. Heinrich wurde als Burgvogt eingesetzt und mit der weiteren Verwaltung der Vogtei Peitz beauftragt. 1448 erwarb Kurfürst Friedrich II. die Herrschaft Cottbus. Im selben Jahr gelang es ihm, im Rahmen des sogenannten „Lübbener Kaufvertrags“ (29. September 1448) die Lausitz von den Gebrüdern Polenz zu erwerben. Diese händigten ihm den Majestätsbrief aus, durch den der Kurfürst de jure zum rechtmäßigen Besitzer der Grenzmark Lausitz wurde. Daraufhin ließ er sich in den Städten Lübben, Guben, Forst, Sorau, Spremberg und Luckau huldigen. Doch dieser Gebiets- und Machtzuwachs erregte den Argwohn des böhmischen Königs Podiebrad, da die Mark Lausitz immer noch böhmisches Kronlehen war. Er forderte die Rückgabe der Lausitz unter Rückzahlung des Kaufgeldes. Da sich beide Seiten trotz längerer Verhandlungen nicht einigen konnten, kam es zu militärischen Gewaltakten. Diese fanden im Gubener Friedensvertrag am 5. Juni 1462 ihr Ende. Resultat des Friedensvertrags war, dass das Haus Brandenburg die vor dem Lübbener Kaufvertrag erworbenen Besitzungen in der Lausitz behielt, die Lausitz jedoch unter Erstattung des Kaufgeldes wieder herausgeben musste. Somit verblieben die Herrschaft Cottbus, die Vogtei Peitz, das Schenkenländchen Teupitz und Bärwalde bei den Brandenburgern und wurden zur brandenburgischen Exklave in der böhmischen Lausitz.

### Festungsbau 1559 bis 1562

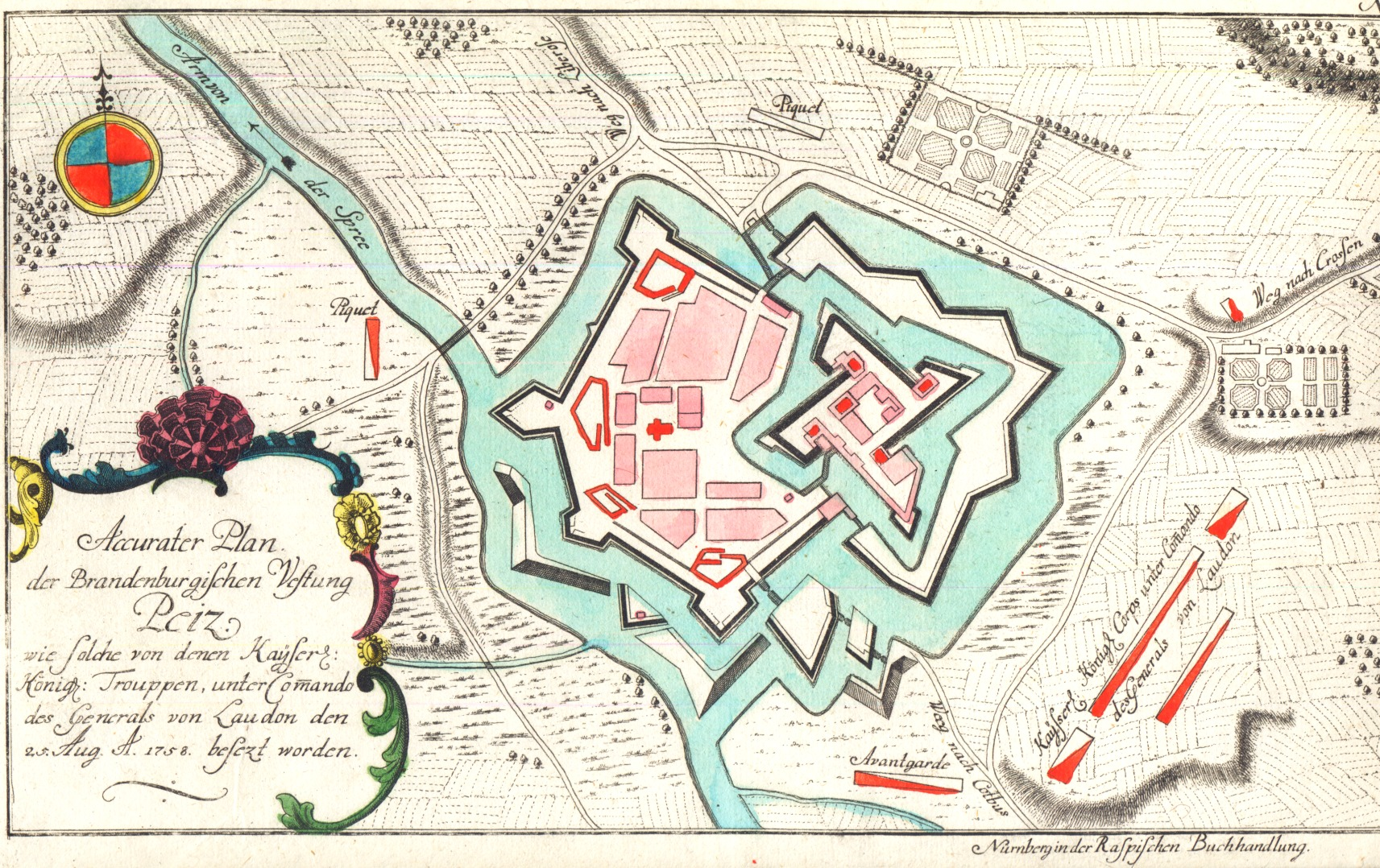
Accurater Plan der Brandenburgischen Vestung Peiz. wie solche von denen Kayserl. Königl. Trouppen, unter Commando des Generals von Laudon den 25. Aug. A. 1758 besezt worden.

Markgraf Johann von Küstrin beschloss im Jahr 1557, in Peitz eine Festung zu errichten, wie es der brandenburgische Chronist Nicolaus Leuthinger berichtet. Ausschlaggebend für den Festungsbau wird wohl die exponierte Lage der damaligen Exklave Peitz / Cottbus gewesen sein. Durch die schutzlose Nähe zu Böhmen bestand in kriegerischen Zeiten immer die Gefahr der Besetzung durch gegnerische Armeen. Aber auch die drohende Gefahr durch die „Turken, Muscowiten unnd andern“ (Begründung des Markgrafen in einem Schreiben an den Kaiser in Wien vom 24. Februar 1561) war ein ausschlaggebender Grund für den Bau der Festung in Peitz.
Betrachtet man die beiden Festungsanlagen Peitz und Küstrin, so lagen diese auf einer Verteidigungslinie und schützten durch ihre starken Waffenplätze die Ländereien des Markgrafen. Nimmt man noch die Spandauer Festung hinzu, die sein Bruder Kurfürst Joachim II., im Jahr 1560 zu bauen begann, so ergibt sich ein Festungsdreieck, welches einen unüberwindbaren Schutz darstellte. Auch Kurfürst Joachim II. führte ebendiese oben erwähnte Türkengefahr als Begründung für den Bau der Spandauer Zitadelle gegenüber den Landständen an. Bau- oder Festungspläne existieren aus dieser frühen Zeit nicht. Es gibt zwar eine undatierte, deutsch beschriftete Federskizze im Geheimen Staatsarchiv Preußischer Kulturbesitz in Berlin, die sich bei den Akten über den Peitzer Festungsbau befindet, jedoch sind die darin angegebenen Maße (mit Ausnahme des Festungsturms) nicht auf die späteren Festungspläne zu übertragen. Ob es sich dabei um eine Planung zum Umbau der Peitzer Burganlage oder um den Entwurf zur Errichtung eines festungsähnlichen Bauwerks handelt, kann zurzeit noch nicht abschließend beantwortet werden.
Im Dezember 1559 waren die Planungen für den Festungsbau soweit fortgeschritten, dass mit dem Bau begonnen werden konnte. Markgraf Johann erließ am 18. Dezember 1559 eine Bauordnung für Peitz. In ihr wurde detailliert festgelegt, welche Aufgaben und Pflichten die jeweiligen Arbeiter hatten. Gearbeitet wurde sechs Tage die Woche von Montag bis Samstag, Sonntag war Ruhetag. Die Arbeiter wurden am Morgen mit einer Baustellenglocke zur Arbeit gerufen; ebenso wurden jeweils der Beginn und das Ende der Pausen durch die Glocke angezeigt. Der erste Arbeitsabschnitt umfasste drei bis vier Stunden, je nach Tageslänge. Dann gab es eine Pause von einer halben Stunde. Nach weiteren drei Stunden gab es eine Pause von einer Stunde. Wiederum nach drei Stunden wurde wieder eine Pause von einer Stunde gewährt. Danach hatten die Arbeiter bis zum Einbruch der Dunkelheit zu arbeiten. Doch nicht nur die Arbeitszeit war genau fixiert worden, sondern auch die Entlohnung für gewisse Arbeitsleistungen und natürlich auch Strafen. So verlor ein Arbeiter seinen halben Wochenlohn, wenn er am Montag nicht zur Arbeit erschien. Kam er erst am Dienstag auf die Baustelle, verlor er seinen gesamten Lohn. Erschien ein Arbeiter nach dem Läuten der Arbeitsglocke bis zu einer halben Stunde zu spät, wurde er von einer Aufsichtsperson in der nächsten Ruhepause ausgepeitscht. Bei Leibesstrafe durfte niemand seinen Dienst bis Martini (11. November) aufgeben.
Eine Besonderheit bei diesem Festungsbau ist darin zu sehen, dass die Arbeiten nicht im Frühjahr begannen, sondern mitten im Winter. Aus einem Schreiben des damaligen Peitzer Festungsbaumeisters Jeronismus Arkanat vom 24. Januar 1560 an den Markgraf Johann von Küstrin geht hervor, „das mann die gründe angefangen hat zu graben“ und „so balde wetter würde kande man den grundt legen zu der vierunge“. Des Weiteren beklagte sich Arkanat beim Markgrafen darüber, dass er sich „viel mühe“ und „fremde sorgen auf mich geladen“ und bat untertänigst „in ansehunge des grossen gewaltigen baws, mich mit einem baw herrn der aller dinge mechtig sein mecht“ gnädiglich zu versehen. Arkanat selbst war als Baumeister bis mindestens zum 13. November 1560 nachweisbar in Peitz, dann verliert sich seine Spur. Als neuer Baumeister wurde der Italiener Francesco Chiaramella de Gandino durch Markgraf Johann berufen.
Die Zitadelle (Oberfestung) wurde im Bereich der alten Burg errichtet. Dort vorhandene Ziegelbauwerke wurden abgerissen und die daraus gewonnenen Mauersteine zum Festungsbau verwendet. So erwartete man laut einem Aktenkonvolut der damaligen Zeit, das 600.000 Steine aus der alten Mauer und dem Grund gewonnen werden konnten. 100.000 Ziegelsteine sollten aus dem Abtragen des alten Turms erzielt werden, wenn man ihn um 10–12 Schuh (ca. 3–3,6 m) abtragen würde. 500.000 Ziegelsteine sollten beim Ziegelofen in Peitz gebrannt werden. 100.000 Ziegelsteine sollten aus Lieberose vom Adelsgeschlecht Schulenburg geliefert werden und der Rat der Stadt Cottbus sollte 85.000 Ziegelsteine liefern. Somit hatte man zu Baubeginn die stattliche Summe von 1.385.000 Mauersteinen zur Verfügung. Weitere 450.000 Mauersteine sollten nach und nach die Ziegelöfen in Peitz, Cottbus und Lieberose produzieren, so dass zum Schluss insgesamt 1.835.000 Mauersteine vorhanden waren. Eine weitere Berechnung in diesem Aktenkonvolut zeigt, dass ein Maurer pro Tag 500 Mauersteine verarbeitete. Bei einer sechstägigen Arbeitswoche waren dies 3.000 Steine. 16 Maurer verarbeiteten 48.000 Mauersteine. Bei einer unterstellten Arbeitsdauer von 34 Wochen wurden insgesamt 1.632.000 Steine für die 16 Maurer angesetzt. Um einen kleinen Überblick über die Arbeitsleistung dieser 16 Maurer in einer Woche zu geben, sei an dieser Stelle erwähnt, dass sie mit den 48.000 Mauersteinen bei einer damaligen Steinstärke von 27 cm × 14 cm × 10 cm ohne Mörtelfuge eine Mauer von 108 Metern Länge und 12 Metern Höhe in einer Woche errichtet hätten. Daran erkennt man deutlich, welche imposanten Arbeitsleistungen damals bewerkstelligt wurden.
In der gleichen Zeit wurden aus Küstrin 4.450 Zentner und aus Beeskow 4.794 Zentner Kalk für den Bau herangeschafft. Nach einer eigenen Berechnung des Markgrafen waren in Stoßzeiten auf dieser Baustelle bis zu 1.200 Arbeitsleute eingesetzt. Die Zitadelle wurde mit einem ca. 675 Meter langen Wassergraben versehen. Der Festungswall am Wassergraben sollte durch 751 Pfähle geschützt werden. Jeder Pfahl sollte eine Gesamtlänge von ca. 5,4 Metern haben. Die Pfähle wurden ca. 4,2 Meter tief eingerammt, so dass zum Schluss noch rund 1,2 Meter je Pfahl aus dem Boden ragte und somit als Sturmhindernis diente. Zur selben Zeit wurde die Stadt (Unterfestung) durch ein aufwändiges System von Basteien, Erdwällen und Wassergräben gesichert. Beide Bereiche, die Unterfestung (befestigte Stadt) und die Zitadelle (Oberfestung), bildeten nach Abschluss der Arbeiten im Jahr 1562 die Festung Peitz.

### Spätere Geschichte

Karte der Festung Peitz (um 1755)

Zwischen 1590 und 1595 wurden umfangreiche Festungsanlagen um die gesamte Stadt erbaut. Namhafte Baumeister von europäischem Rang wie Chiramella, Arkanat und vor allem Rochus zu Lynar waren am Bau beteiligt. Im Dreißigjährigen Krieg bot Peitz vielen Adligen und kirchlichen Würdenträgern Schutz. Im Winter 1636/37 suchte sogar der brandenburgische Kurfürst Georg Wilhelm mit seinem Hofstaat Peitz auf und nahm diesen als Regierungssitz.
Etwa 100 Jahre später, im Siebenjährigen Krieg, sollte die Peitzer Festung erweitert werden. Finanzielle Gründe zwangen, diese „Modernisierung“ abzubrechen. 1758 und 1759 nahmen österreichische Truppen die Festung ein. Im Jahre 1759 sollten sämtliche Bauten im Festungsbereich durch Sprengung vernichtet werden. Wie durch ein Wunder löschte ein Gewitterregen die schon brennenden Lunten und bewahrte zunächst die Festung vor der totalen Zerstörung. König Friedrich der Große gab 1767 den Befehl zum Abriss der Festung. Dennoch besitzt Peitz neben dem Turm auch heute noch andere, wertvolle Zeugen aus der Festungszeit.

### Heutige Nutzung
Der Festungsturm dient heute als Museum und bietet vom begehbaren etwa 35 Meter hohen Dachreiter einen guten Ausblick auf die Stadt Peitz. Der große Festsaal wird für Konzerte, Feierlichkeiten und auch für Eheschließungen genutzt.

## Gouverneure
- 1584–1596 Rochus zu Lynar (1525–1596)
- 1596–1600 Hans von Buch der Ältere (1503–1600)
- 1620–1622 Wigand von Hacke
- 1638–1638 Hans Caspar von Klitzing (1594–1644)
- 1640–1666 Georg Friedrich von Trott (1604–1666)
- 1674–1677 Brostrup Jacobsen von Schört (1622–1703)
- 1678–1678 Hans Heinrich von Schlabrendorf (1646–1692)
- 1678–1685 Hans Albrecht von Barfus (1635–1704)
- 1685–1693 Ernst von Weiler (1620–1693)
- 1693–1701 Johann Christoph von Goetze (1637–1703)
- 1701–1703 Freiherr Otto von Schlabrendorf (1650–1721)
- 1703–1715 Anton von Pannewitz (1659–1731)
- 1715–1717 Jacques L’Aumonier Marquis de Varenne (1642–1717)
- 1718–1726 Andreas Reveillas du Veyne (1653–1726)
- 1726–1731 Gottfried Albrecht von Bredow (1650–1730)
- 1731–1741 Kurt Christoph von Schwerin (1684–1757)
- 1741–1752 Joachim Christoph von Jeetze (1673–1752)
- 1752–1755 Ferdinand von Braunschweig (1721–1792)
- 1755–1758 Karl Christoph von Schmettau (1696–1775)